# 安達義景
安達 義景（あだち よしかげ）は、鎌倉時代中期の武将。安達景盛の嫡男。鎌倉幕府の有力御家人。子に安達泰盛、覚山尼（北条時宗室）がいる。

## 生涯
義景の「義」の一字は義景が15歳の元仁元年（1224年）に没した北条氏得宗家当主・鎌倉幕府第2代執権の北条義時からの拝領と思われ、義時晩年の頃に元服したと考えられている。義時亡き後は、北条泰時（義時の子）から経時と時頼三代の執権を支え、評定衆の一人として重用された。幕府内では北条氏、三浦氏に次ぐ地位にあり、第4代将軍・藤原頼経にも親しく仕え、将軍御所の和歌会などに加わっている。この頃の将軍家・北条・三浦・安達の関係は微妙であり、三浦氏は親将軍派、反得宗の立場であるのに対し、義景は北条氏縁戚として執権政治を支える立場にあった。
父・景盛が出家してから17年後、将軍頼経が上洛した年に、義景は29歳で秋田城介を継承する。仁治3年（1242年）、執権・泰時の命を受けて後嵯峨天皇の擁立工作を行ない、新帝推挙の使節となった。寛元4年（1246年）の宮騒動で執権北条時頼と図って反得宗派の北条光時らの追放に関与した。将軍家を擁する三浦氏と執権北条時頼の対立は、執権北条氏外戚の地位をめぐる三浦泰村と義景の覇権争いでもあり、宝治元年（1247年）、三浦氏との対立に業を煮やして鎌倉に戻った父景盛から厳しく叱咤されている。宝治合戦では嫡子・泰盛と共に先陣を切って戦い、三浦氏を滅亡に追い込んだ。
時頼の得宗専制体制に尽力した義景は格別の地位を保ち、時頼の嫡子・時宗は義景の姉妹である松下禅尼の邸で誕生している。義景の正室は北条時房の娘で、その妻との間に産まれた娘（覚山尼）は時宗の正室となる。また、長井氏、二階堂氏、武藤氏など有力御家人との間にも幅広い縁戚関係を築いた。建長5年（1253年）5月に出家し、翌6月に44歳で死去。
父・景盛と義景が築いた安達氏の地位は、子の泰盛の代に全盛を迎え、時宗政権下で権勢を振るうこととなる。